# Konsyliarz konfederacji
Konsyliarz konfederacji – w dawnej Polsce doradca, radca, członek władzy wykonawczej konfederacji (Rady Generalnej, zwanej także Generalnością), pomocnik marszałka konfederacji, odpowiedzialny za poręczony zakres zadań.